# 마이클 피셔
마이클 엘리스 피셔(영어: Michael Ellis Fisher, 1931년 9월 3일 ~ )는 잉글랜드의 물리학자이다. 통계역학의 다양한 분야, 특히 상전이와 임계 현상의 이론에 공헌하였다.

## 생애
트리니다드 섬에서 태어났다. 킹스 칼리지 런던에서 학사(BSc) 학위와 박사(PhD, 1957) 학위를 수여받았고, 이듬해 조교수(lecturer)가 되었다. 1965년 정교수가 되었고, 이듬해 코넬 대학교로 옮겼다. 1987년부터 매릴랜드 대학교에 있다.

## 참고 문헌
- Mermin, N. David (2003). “My Life with Fisher”. 《Journal of Statistical Physics》 (영어) 110: 467–473. arXiv:cond-mat/0211382.